# Malaitadwerghoningeter
De Malaitadwerghoningeter (Myzomela malaitae) is een zangvogel uit de familie Meliphagidae (honingeters).

## Verspreiding en leefgebied
Deze soort is endemisch op het eiland Malaita van de Salomonseilanden.

## Status
De grootte van de populatie is niet gekwantificeerd maar de soort wordt omschreven als schaars. Het is niet bekend of de aantallen achteruitgaan maar aangenomen wordt dat het habitat achteruitgaat door ontbossing. Op de Rode lijst van de IUCN heeft deze soort daarom de status gevoelig.